# Marcello Frixione
Marcello Frixione (Genova, 26 aprile 1960) è un filosofo e logico italiano.

## Biografia
Professore ordinario di Logica e Filosofia delle Scienze Cognitive  all'Università degli studi di Genova. Ha precedentemente insegnato Logica, Filosofia del linguaggio e Logica dei linguaggi naturali e artificiali  presso l'Università degli studi di Salerno (tra i suoi allievi del periodo salernitano Antonio Lieto). Ha, inoltre, insegnato Logica formale e Intelligenza Artificiale presso la Facoltà di Filosofia dell'Università Vita-Salute San Raffaele di Milano.
I suoi interessi di ricerca includono l'Intelligenza Artificiale, la filosofia del linguaggio e della mente e le scienze cognitive (è stato membro del comitato direttivo dell'Associazione Italiana di Scienze Cognitive dal 2007 al 2013). Le sue ricerche riguardano principalmente il ruolo delle forme di ragionamento non monotòno nell'ambito del ragionamento ordinario (o di senso comune) e il rapporto tra illusioni percettive ed errori di ragionamento. Si è anche occupato di modelli di Rappresentazione della conoscenza nell'ambito dell'Intelligenza artificiale (soprattutto nel campo della robotica e della visione artificiale). 
È noto anche per la sua attività di poeta d'avanguardia (segnalata, tra gli altri, da Edoardo Sanguineti) e per aver fondato e fatto parte (insieme con: Mariano Baino, Marco Berisso, Piero Cademartori, Paolo Gentiluomo, Tommaso Ottonieri, Biagio Cepollaro e Lello Voce) del “Gruppo 93”. È stato vincitore del  Premio letterario Orient-Express.
È tra le persone indicate tra le possibili identità nascoste di Elena Ferrante; e l'approfondita conoscenza ambientale e descrittiva di alcuni rioni partenopei che si evince dai libri di Ferrante potrebbe essere stata maturata negli anni della sua docenza in Campania, all'Università di Salerno, dal 1997 al 2011.

## Opere
- Logica, Significato e Intelligenza Artificiale, FrancoAngeli, 1994.
- Funzioni, Macchine, Algoritmi. Introduzione alla teoria della computabilità, con Dario Palladino, Carocci, 2004
- Come Ragioniamo, Laterza Editore, 2007.
- Lista delle pubblicazioni da DBLP Computer Science Bibliography, Universität Trier Archiviato il 14 gennaio 2012 in Internet Archive..

### Poesia
- Diottrie, Lecce, Piero Manni, 1991
- Ologrammi, Rapallo, Editrice Zona, 2001
- Pena enlargement, Napoli, D'if, 2010